# 表券主義
表券主義（ひょうけんしゅぎ、英: Chartalism）とは、ある固有の国家がその国土内で財やサービスとの交換を可能とするために発行し、法律によって税の支払いなどを唯一認める貨幣の内在価値を表すという貨幣理論のこと。これは、マクロ経済学において、お金は、物々交換に付随する問題に対する自然発生的な解決策、あるいは債務を代用貨幣化する手段というより、経済活動を管理しようとする国の試みに起因するものであり、不換紙幣（法定通貨）の交換価値は、国が発行する通貨で支払われる税金を経済活動に対して賦課する権力に由来するものであると主張する理論である。対義的には、金本位制などの金属主義がある。国定信用貨幣論、租税貨幣論、貨幣国定説、国定貨幣説とも呼ばれる。

## 背景
ドイツの経済学者ゲオルク・フリードリヒ・クナップは、『貨幣国定学説』（1905年にドイツ語で発表され、1924年に英訳）の中で「表券主義」という言葉を生み出した。この名前の由来は、ラテン語の "charta" であり、この語はトークンやチケットの意味で使われる。お金は商品貨幣ではなく「法律の創造物である」とクナップは主張した。クナップは貨幣の国家論を、当時の金本位制に具現化されていた金属主義（通貨単位の価値は貴金属の量（貨幣に含まれる量、または交換可能な量）に依存する）と対比させた。国家は純粋な紙幣を作り、それを「公共の給料として認められる」法定通貨として認識させることで交換可能にすることができる、とクナップは主張した。
金属主義と表券主義の両方の原則が、紀元1世紀初頭から3世紀末にローマ帝国の東部地方でアウグストゥスによって導入された貨幣システムに反映された、と Constantina Katsari は主張している。
クナップが執筆した時代は、お金はある程度使用価値のある耐久性がある商品を表していたため、物々交換から交換媒体に発展したという見方が一般的だった。
しかし、L・ランダル・レイや Mathew Forstater のような現代の貨幣国定派の経済学者が指摘しているように、貨幣国定派の洞察により、初期の多くの古典的な経済学者の著作に税金で駆動される紙幣の記述が見出された。例えばアダム・スミスの『国富論』で見出された：
Forstater はまた、ジャン＝バティスト・セイ、ジョン・スチュアート・ミル、カール・マルクス、ウィリアム・スタンレー・ジェヴォンズの著作の中に、特定の制度的条件の下で、税金で駆動される貨幣という概念への支持を見出した。
Alfred Mitchell-Innes は1914年の著作で、貨幣は交換媒体としてではなく、後払いの基準として存在し、政府の貨幣は政府が課税によって回収できる負債である、と主張した。Innes の主張は以下の通りである：
ジョン・メイナード・ケインズは1930年の『貨幣論』の冒頭でクナップと「貨幣国定派」に言及しており、経済における国家の役割に関するケインズ派の考えに影響を与えたと考えられる。アバ・ラーナーが「国家の創造物としての貨幣」という論文を書いた1947年までに、経済学者たちは、貨幣の価値は金と密接に結びついているという考えをほぼ放棄していた。ラーナーは、インフレと恐慌を回避する責任が国家にある理由を、貨幣を創造したり課税したりする能力を持つためだ、と主張した。

## 概要
たとえば、日本の場合は政府が発行する円の紙幣は、表面に柄が印刷された紙切れ（一万円札、五千円札、二千円札、千円札がある）や鋳造貨幣（五百円硬貨、百円硬貨、五十円硬貨、十円硬貨、五円硬貨、一円硬貨がある）であるが、それを特定の財やサービスの売買の際に消費者がその対価として支払うことが出来る紙片及び金属片として政府が国内流通に限って法律で定められている。
しかし、政府が財やサービスと交換が可能であると定めるには、一般的に言われる信用（国民がその政府に対して信用が存在すること。つまりその政府が国民の生命と財産を守る義務があると認識されること）が必要であるが、その信用の依拠する源泉は「政府が税の支払いをその貨幣だけで受け付けていること」が条件になる。
またその一方で、表券主義貨幣の欠点としては、他国との貿易での支払いが第二次大戦後の為替レートを用いた管理通貨制度が導入されたブレトン・ウッズ体制よりも以前の場合は不可能なケースもあった事などの開放経済での決済手段に障害が出てしまうケースもあった。しかしながら、現在の世界は為替レートの介在による管理通貨制度が全世界で浸透しており、前述のような貿易ビジネスにおける決済手段に使えないという不備はなくなっていると言える。
また、表券主義貨幣の長所としては、金本位制と違い担保が目には見えない国民の国家への信用なので、政府が自由に国内経済の興隆や引き締めなどの調整手段を実施しやすいメリットがある。つまり「デフレの場合は国家が予算として国債発行し、その国債を政府が認める中央銀行に買い取らせることで貨幣を発行し、インフレの場合は徴税と議会決定による執行予算の前年からの据え置きや減額などでバブル景気を予防する」などの需給バランス経済の調整手段として使いやすいメリットが挙げられる。
日本の場合、日本国民が日本の政府や在住する地方自治体に税を納付する場合、日本円での支払いだけが認められることで、円として発行された紙幣や硬貨が「納税が認められる貨幣としての価値を持つ」ということが出来る。つまり「表券貨幣の価値は政府が国民から得る信用が担保となるため、政府に対する信用とそれが存続する事な必要となる。
政府の信用とその信用の存続と言うと「そんなのは当たり前だろう…」と思われる方もいるかもしれないが、政府が国民に対して生命と財産を守る役割を果たしていないと判断されるケースもある。疫病の蔓延や飢饉の続発などの自然災害的な出来事に対して税の減免を行ったり、それまで過去に集めた徴税による富を国民の生命と財産を守るために使わず、政府と既得権益グループが富を民から収奪し続け、それが反政府暴動を伴う暴力革命など最悪のケースに発展することもあるのだ。また戦争で重大な打撃を受け国政が存続不可能になるケースや戦後処理の条約締結などで国家の独立が保たれず解体されるケースなどもある。
つまり、国家の信用とは国民に依拠するものや他国との紛争、戦争などの弊害を受けない事を前提として存在するものであり、その裏付けによって徴税権を行使する事を国民から認められるものが政府と言える。

## 対義語
表券主義の対義語は金属主義という。具体例は本位貨幣（ある特定の物品の量を担保として発行される貨幣）が挙げられる。
金本位制の代表的な例としては、18世紀のイギリスで始まった金本位制貨幣が挙げられるが、実際には15世紀にコロンブスによって発見された現在のアメリカ大陸でスペインが発見したアステカなどから大量の金銀を強奪してきて金属貨幣を作り、それを香料諸島で胡椒や丁子など香料を買い付け、ヨーロッパで売るビジネスの支払いや海軍強化などに充て、太陽の沈まない帝国といわれるほどの絶頂期を迎えた例など、西欧諸国ではたくさんの例がある。また、フランス革命前のフランスで使われていたリーブル（別名フレンチポンドとも）においても、古代ローマの通貨であるリブラの名残りで金銀の含有量が決められていた例など、多数の例がある。
金本位制の場合は、その国内にある金（=ゴールド）の量に応じて貨幣の発行が行えるとするルールである。そのためイギリス産業革命以降の近代欧州では、そもそも金銀の保有量が少ないイギリスで金貨の国内流通量が圧倒的に不足して深刻なデフレに陥るなどの弊害も多く見られる。また、こうして陥った国民の経済に対する不安が不満を呼び、それが蓄積される事で18世期末に起こったフランス革命の遠因になるなど、国家運営に重大な悪影響を与えるケースもある。